# Rachel Haden

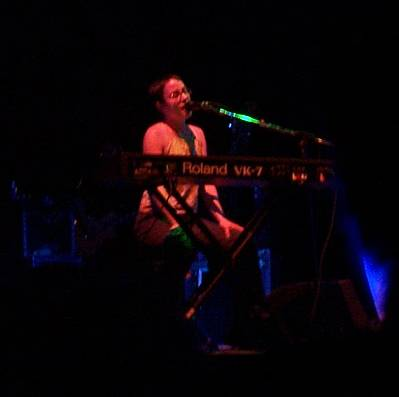
Rachel Haden (2001)

Rachel Haden (* 11. Oktober 1971 in New York City) ist eine amerikanische Musikerin (Gesang, E-Bass, auch Keyboard, Schlagzeug).

## Leben und Wirken
Haden wuchs in einer Musikerfamilie auf; ihre Eltern sind Ruth Cameron und Charlie Haden, ihre leibliche Mutter ist Ellen David. 1992 gründete sie That Dog 1992 zusammen mit ihrer Schwester, Petra, und ihrer Highschool-Freundin Anna Waronker; später holte die Band den Schlagzeuger Tony Maxwell hinzu. Die Band veröffentlichte zwischen 1993 und 1997 drei Studioalben, bevor sie sich auflöste. (Erst 2011 gab die Band wieder Konzerte, um 2019 das Album Old LP zu veröffentlichen.)
Daneben spielte Haden für Beck auch Schlagzeug und übernahm den Background-Gesang  bei den Songs „Totally Confused“ und „Steve Threw Up“. Als Drummer fungierte sie zudem für Becks Pink Noise (Rock Me Amadeus). Ferner arbeitete sie 1995 mit Matt Sharp an dem Projekt, das sich schließlich als The Rentals manifestieren sollte. 1999 steuerte sie eine Coverversion des Songs „Poems, Prayers, and Promises“ für das Album A Tribute to John Denver bei. Etwa zur gleichen Zeit spielte sie Bass und sang als Mitglied von The Martinis zusammen mit dem Pixies-Gitarristen Joey Santiago und dessen Frau Linda Mallar. 2001 wirkte sie als Backgroundsängerin bei mehreren Stücken auf Jimmy Eat Worlds Album Bleed American mit und tourte mit ihm als Sängerin und Keyboarderin. 2005 schloss sie sich den umformierten Rentals an, wirkte auf deren Last Little Life EP mit und trat 2006/07 mit der Band auf. Ende 2008 ging sie mit Todd Rundgren auf Tournee und ersetzte vorübergehend dessen Bassisten Kasim Su.
Mit ihren Drillingsschwestern, der Geigerin Petra Haden und der Cellistin Tanya Haden, ist Haden als The Haden Triplets aufgetreten; das gleichnamige Album produzierte 2014 Ry Cooder. Zudem waren die Drillinge zusammen mit ihrem Bruder Josh Haden am autobiografischen Album Rambling Boy ihres Vaters von 2008 beteiligt. Unter eigenem Namen legte sie ihr Debütalbum July 6 mit Alternative Rock vor. Weiterhin erschien Haden 2022 auf einem Album von Simon & The Astronauts und ist auf Alben von Salamander, Dntel, Lucky Pierre, Ozma und Neil Hamburger zu hören.